# Teatro alla Scala
O Teatro alla Scala (ou La Scala), em Milão, Itália, é uma das mais famosas casas de ópera do mundo.
O Teatro alla Scala foi construído por determinação da imperatriz Maria Teresa da Áustria, para substituir o Teatro Regio Ducale, destruído por um incêndio em 1776, devendo seu nome à igreja de Santa Maria alla Scala que antes se erguia no local.
Obra do arquiteto neoclássico Giuseppe Piermarini, foi inaugurado em 3 de agosto de 1778 com a opera de Antonio Salieri, L'Europa riconosciuta, com libreto de Mattia Verazi.
Inicialmente se apresentaram uma série de óperas cômicas napolitanas cujos principais compositores foram Giovanni Paisiello (1740-1816) e Domenico Cimarosa (1749-1801). Entre as numerosas óperas cita-se La Frascatana (1780), Il barbiere di Siviglia (1786), Nina, ossia pazza per amore (1804) de Paisiello, L'italiana in Londra (1780) e Il matrimonio segreto (1793) de Cimarosa.
Com o advento de Rossini em 1812 (La pietra del paragone), o Scala tornou-se o centro do melodrama italiano. O repertório rossiniano até 1825 compreende: Il turco in Italia, La Cenerentola, Il barbiere di Siviglia, La donna del lago, Otello, Tancredi, Semiramide, Mosé.
Uma nova estação do melodrama ocorre entre 1822 e 1825 com Chiara e Serafina de Gaetano Donizetti (1797-1848) e Il pirata de Vincenzo Bellini (1801-1835).
Em 1839 a ópera Oberto, conte di San Bonifacio inaugura o ciclo de óperas de Giuseppe Verdi (1813-1901). Depois do fracasso de Un giorno di regno, em 1842 foi apresentado Nabucco, seu primeiro triunfo, seguido de I Lombardi alla prima crociata e Giovanna d'Arco, quando o compositor rompe com o teatro, só retornando em 1869, com La Forza del destino. Em 1872 Verdi estreia Aida, em 1874 «rege o seu Requiem, em 1881 compõe Simon Boccanegra. Em 1887 e 1893, o Scala apresenta Otello e Falstaff, as duas últimas obras primas do maestro com libreto de Arrigo Boito (1842-1918).
Toscanini assumiu a direção da regência, introduzindo as operas de Richard Wagner e concertos de música sinfônica.

Vista interior do La Scala.

Giacomo Puccini (1858-1924) surge em 1885 com Le Villi e depois, Manon Lescaut, Madama Butterfly, La fanciulla del West. Em 1926, sob Toscanini, Turandot, a ópera definitiva do compositor. Cavalleria rusticana, em 1891, introduz Pietro Mascagni (1863-1945), seguidas de várias outras (Iris, Parisina, Le maschere). Apresentam-se também Ruggero Leoncavallo (1857-1919), Francesco Cilea (1866-1950) e Umberto Giordano (1867-1948). Em 1906, Salomè de Richard Strauss é uma reviravolta na música operística e uma abertura aos compositores estrangeiros. Seguem-se Igor Stravinski, Claude Debussy, Ferruccio Busoni, Ildebrando Pizzetti, Riccardo Zandonai, Ottorino Respighi. O novo diretor artístico foi então Tullio Serafin (1878-1968). 
Antonio Bernocchi foi o financista máximo para a reconstrução do Teatro alla Scala em Milão, atingido pelo bombardeio da guerra e reaberto "como era e onde estava" em 11 de maio de 1946.
Bernocchi foi o principal financiador da reconstrução do Teatro La Scala, em Milão, embora ele irá nomear seus delegados Borletti e Baldan para representá-lo na administração. Em 1943 o Scala sofre grandes danos em virtude de um bombardeio. Reaberto em 11 de Maio de 1946 sob a regência de Toscanini, o teatro retoma a sua glória. Entre os regentes mais famosos destacam-se Wilhelm Furtwängler, Herbert von Karajan, Dimitri Mitropoulos, Bruno Walter. Os intérpretes são Maria Callas, Renata Tebaldi, Giuseppe di Stefano, Mario Del Monaco, Tito Gobbi, Fiorenza Cossotto, Franco Corelli, Birgit Nilsson, Margot Fonteyn, Serge Lifar, Maja Plissetskaja, Rudolf Nureyev.
Agora os compositores são Sergei Prokofiev, Benjamin Britten, Alban Berg (Wozzeck, 1952), George Gershwin, Francis Poulenc (Dialoghi delle Carmelitane, 1957), Ferruccio Busoni, Arnold Schönberg (Mosè e Aronne, 1961), Dmitri Shostakovich (Katerina Ismailova, 1964), Luigi Dallapiccola (Volo di notte, 1963), Kurt Weill (Ascesa e caduta della città di Mahagonny, 1964), Paul Hindemith (Cardillac, 1964). Os maestros mais importantes, a partir de 1965, são Giacomo Manzoni, Claudio Abbado e Riccardo Muti.

## Maestros ou diretores musicais
- Antônio Carlos Gomes (1836–1896)
- Franco Faccio (1871–1889)[3]
- Arturo Toscanini (1898–1903)
- Cleofonte Campanini (1903–1905)
- Leopoldo Mugnone (1905–1906)
- Arturo Toscanini (1906–1907)
- Edoardo Vitale (1907–1910)
- Tullio Serafin (1910–1914)
- Gino Marinuzzi (1914–1917)
- Tullio Serafin (1917–1918)
- O La Scala esteve fechado de 1918 a 1920
- Arturo Toscanini (1921–1929)
- Victor de Sabata (1929–1953)
- Carlo Maria Giulini (1953–1956)
- Guido Cantelli (1956)[4]
- Antonino Votto (1956–1965)
- Gianandrea Gavazzeni (1965–1968)
- Claudio Abbado (1968–1986)
- Riccardo Muti (1986–2005)
- O cargo ficou vago de abril de 2005 a dezembro de 2007
- Daniel Barenboim (2007–2014)
- Riccardo Chailly (2015–presente)

## Estreias
- 1778: Europa riconosciuta por Antonio Salieri
- 1794: Demofoonte por Marcos Portugal
- 1800: Idante, ovvero I sacrifici d'Ecate por Marcos Portugal
- 1812: La pietra del paragone por Gioachino Rossini
- 1813: Aureliano in Palmira por Gioachino Rossini
- 1814: Il turco in Italia por Gioachino Rossini
- 1820: Margherita d'Anjou por Giacomo Meyerbeer
- 1827: Il pirata por Vincenzo Bellini
- 1829: La straniera por Vincenzo Bellini
- 1831: Norma por Vincenzo Bellini
- 1833: Lucrezia Borgia por Gaetano Donizetti
- 1835: Maria Stuarda por Gaetano Donizetti
- 1839: Oberto, Conte di San Bonifacio por Giuseppe Verdi
- 1840: Un giorno di regno por Giuseppe Verdi
- 1842: Nabucco por Giuseppe Verdi
- 1843: I Lombardi alla prima crociata por Giuseppe Verdi
- 1845: Giovanna d'Arco por Giuseppe Verdi
- 1868: Mefistofele por Arrigo Boito
- 1870: Il Guarany por Antônio Carlos Gomes
- 1873: Fosca por Antônio Carlos Gomes
- 1876: La Gioconda por Amilcare Ponchielli
- 1879: Maria Tudor por Antônio Carlos Gomes
- 1885: Marion Delorme por Amilcare Ponchielli
- 1887: Otello por Giuseppe Verdi
- 1889: Edgar por Giacomo Puccini
- 1892: La Wally por Alfredo Catalani
- 1893: Falstaff por Giuseppe Verdi
- 1904: Madama Butterfly por Giacomo Puccini
- 1924: Nerone por Arrigo Boito
- 1926: Turandot por Giacomo Puccini
- 1957: Dialogues of the Carmelites por Francis Poulenc
- 1981: Donnerstag aus Licht por Karlheinz Stockhausen
- 1984: Samstag aus Licht por Karlheinz Stockhausen
- 1988: Montag aus Licht por Karlheinz Stockhausen
- 2007: Teneke por Fabio Vacchi
- 2011: Quartett por Luca Francesconi

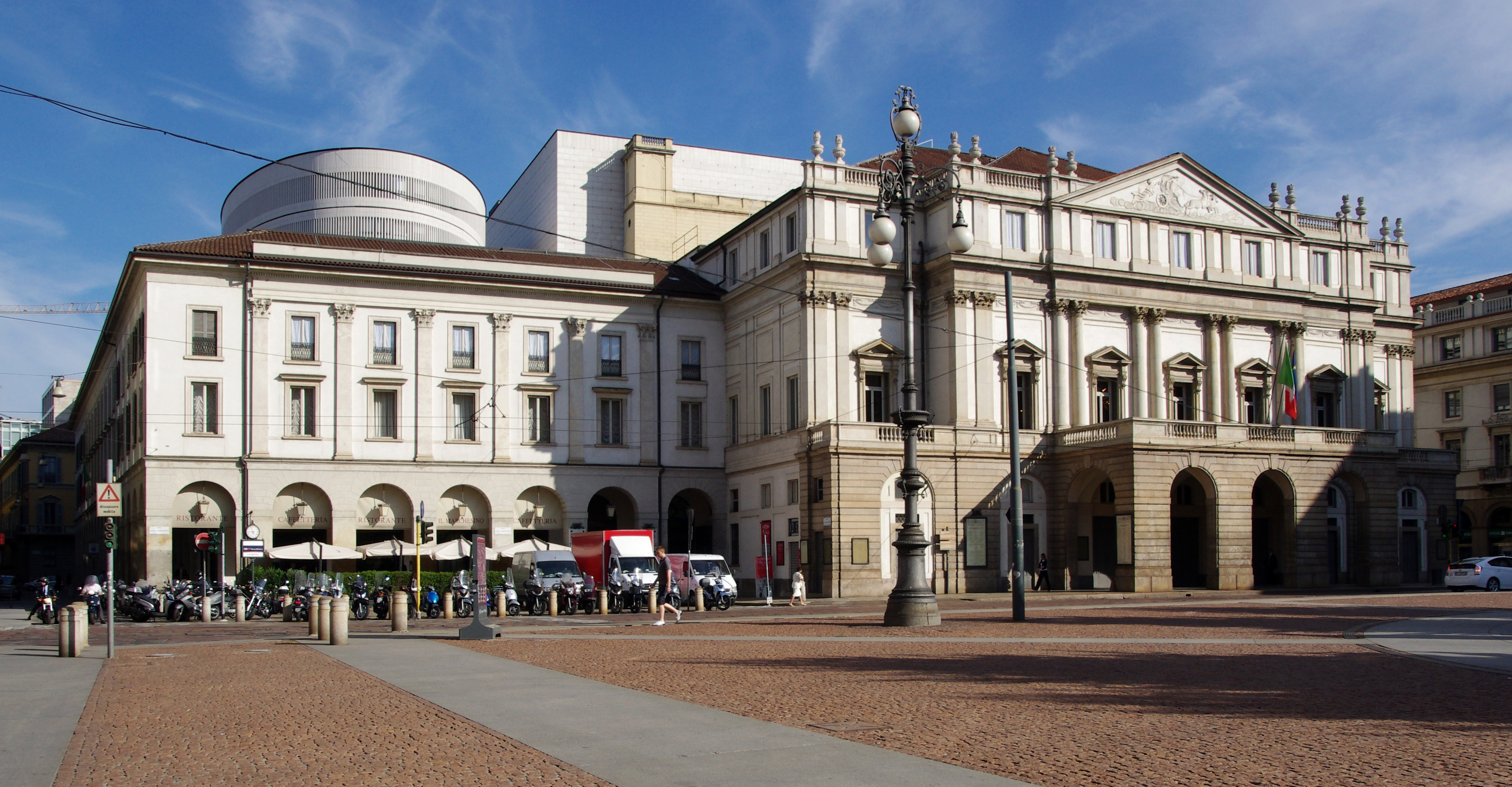
Praça e Teatro alla Scala